# Надиев, Дорджи Яковлевич
Дорджи Яковлевич Надиев — советский хозяйственный, государственный и политический деятель.

## Биография
Родился в 1922 году в селе Троицком. Член КПСС.
Участник Великой Отечественной войны, курсант Сумского артиллерийского училища им. М. В. Фрунзе, боец отряда особого назначения, командир взвода, батареи, артиллерийского дивизиона в составе 330-й Краснознамённой орденов Суворова и Кутузова стрелковой дивизии. С 1946 года — на хозяйственной, общественной и политической работе. В 1946—1994 гг. — первый помощник начальника штаба полка, бригады в 1-м гвардейском стрелковом корпусе Московского военного округа, на ответственных должностях в Министерстве заготовок СССР, начальник Главного управления Министерства заготовок СССР.
Умер в 2011 году.